# Túnel San Rafael
El túnel San Rafael es un túnel vial de Bolivia situado en la carretera nacional Ruta 3. Administrativamente se encuentra en el municipio de Coroico de la provincia de Nor Yungas en el departamento de La Paz.
El túnel forma parte de la ruta que va desde La Paz por el paso de La Cumbre hacia la región de los Yungas, pasando por Coroico y San Ignacio de Moxos hasta Trinidad. El túnel tiene una longitud de 1.374 metros,lo que lo convierte en el túnel más largo de Bolivia. Se encuentra a una altitud de 2845 a 2942 m s. n. m.. Fue construido entre 2001 y 2004 como parte del realineamiento de la Ruta 3, que, al igual que el Camino a los Yungas, fue considerada durante mucho tiempo una de las carreteras más peligrosas del mundo. Entre Cotapata y Coroico, la construcción del Túnel San Rafael permitió que la Ruta 3 tuviera un trazado completamente nuevo en este tramo entre 2001 y 2006 y que los primeros 80 km hasta Coroico quedaran completamente pavimentados. El túnel cuenta con dos carriles de 3,5 m de ancho cada uno, junto a aceras de emergencia de un metro de ancho a cada lado. La inversión del túnel fue de 27,3 millones de USD, cuya construcción estuvo a cargo del consorcio Andrade Gutiérrez-COPESA-Minerva.